# David Parker
David Parker (1951) é um sonoplasta e diretor de som estadunidense. Venceu o Oscar de melhor mixagem de som em duas ocasiões: na edição de 1997 pelo filme The English Patient e na edição de 2008 por The Bourne Ultimatum; além de ter sido indicado por outros seis trabalhos.